# Copa do Mundo de Voleibol Feminino de 1995
A Copa do Mundo de Voleibol Feminino de 1995 foi a 7.ª edição desta competição organizada pela Federação Internacional de Voleibol (FIVB). O torneio foi disputado de 3 a 17 de novembro de 1995, sediada no Japão com partidas disputadas em 4 cidades: Tóquio, Fukuoka, Nagoia e Osaka. A competição foi composta por 12 seleções nacionais na luta pelo título e vaga assegurada para os Jogos Olímpicos de Verão de 1996 em Atlanta.

## Equipes participantes
- Brasil
- Canadá
- China
- Coreia do Sul
- Croácia
- Cuba
- Egito
- Estados Unidos
- Japão
- Quênia
- Países Baixos
- Peru

## Primeira fase
| Data     | Equipe #1      | Placar | Equipe #2      | 1º Set | 2º Set | 3º Set | 4º Set | 5º Set | Total | Cidade            | Público |
| -------- | -------------- | ------ | -------------- | ------ | ------ | ------ | ------ | ------ | ----- | ----------------- | ------- |
| 03/11/95 | Peru           | 3–0    | Egito          | 15–13  | 15–10  | 15–8   |        |        | 45–31 | Tóquio, Matsumoto |         |
| 03/11/95 | China          | 3–0    | Países Baixos  | 15–7   | 16–14  | 16–14  |        |        | 47–35 | Tóquio, Matsumoto |         |
| 03/11/95 | Japão          | 3–0    | Canadá         | 15–8   | 15–2   | 15–3   |        |        | 45–13 | Tóquio, Matsumoto |         |
| 03/11/95 | Cuba           | 3–0    | Quênia         | 15–4   | 15–6   | 15–2   |        |        | 45–12 | Tóquio, Matsumoto |         |
| 03/11/95 | Coreia do Sul  | 3–1    | Estados Unidos | 10–15  | 15–13  | 15–12  | 15–10  |        | 55–50 | Tóquio, Matsumoto |         |
| 03/11/95 | Brasil         | 3–0    | Croácia        | 15–8   | 15–7   | 15–1   |        |        | 45–16 | Tóquio, Matsumoto |         |
| 04/11/95 | China          | 3–0    | Egito          | 15–6   | 15–3   | 15–1   |        |        | 45–10 | Tóquio, Matsumoto |         |
| 04/11/95 | Países Baixos  | 3–0    | Canadá         | 15–11  | 15–9   | 15–10  |        |        | 45–30 | Tóquio, Matsumoto |         |
| 04/11/95 | Japão          | 3–0    | Peru           | 15–8   | 15–7   | 15–9   |        |        | 45–24 | Tóquio, Matsumoto |         |
| 04/11/95 | Coreia do Sul  | 3–0    | Quênia         | 15–5   | 15–2   | 15–3   |        |        | 45–10 | Tóquio, Matsumoto |         |
| 04/11/95 | Cuba           | 3–0    | Brasil         | 15–8   | 15–13  | 15–9   |        |        | 45–30 | Tóquio, Matsumoto |         |
| 04/11/95 | Croácia        | 3–0    | Estados Unidos | 16–14  | 15–10  | 15–13  |        |        | 46–37 | Tóquio, Matsumoto |         |
| 05/11/95 | Países Baixos  | 3–0    | Egito          | 15–3   | 15–2   | 15–4   |        |        | 45–9  | Tóquio, Matsumoto |         |
| 05/11/95 | Canadá         | 3–0    | Peru           | 15–12  | 15–12  | 15–10  |        |        | 45–34 | Tóquio, Matsumoto |         |
| 05/11/95 | China          | 3–0    | Japão          | 8–15   | 11–15  | 15–10  | 15–4   | 15–12  | 64–56 | Tóquio, Matsumoto |         |
| 05/11/95 | Brasil         | 3–0    | Quênia         | 15–0   | 15–6   | 15–4   |        |        | 45–10 | Tóquio, Matsumoto |         |
| 05/11/95 | Cuba           | 3–0    | Estados Unidos | 15–6   | 15–6   | 15–8   |        |        | 45–20 | Tóquio, Matsumoto |         |
| 05/11/95 | Croácia        | 3–1    | Coreia do Sul  | 13–15  | 17–16  | 15–12  | 15–8   |        | 60–51 | Tóquio, Matsumoto |         |
| 07/11/95 | Canadá         | 3–0    | Egito          | 15–1   | 15–3   | 15–11  |        |        | 45–15 | Fukuoka, Fukui    |         |
| 07/11/95 | China          | 3–0    | Peru           | 6–15   | 15–11  | 15–6   | 11–15  | 17–15  | 64–61 | Fukuoka, Fukui    |         |
| 07/11/95 | Japão          | 3–1    | Países Baixos  | 15–10  | 15–13  | 8–15   | 15–9   |        | 53–47 | Fukuoka, Fukui    |         |
| 07/11/95 | Croácia        | 3–0    | Quênia         | 15–4   | 15–2   | 15–3   |        |        | 45–9  | Fukuoka, Fukui    |         |
| 07/11/95 | Brasil         | 3–0    | Estados Unidos | 15–6   | 15–5   | 17–16  |        |        | 47–27 | Fukuoka, Fukui    |         |
| 07/11/95 | Cuba           | 3–1    | Coreia do Sul  | 10–15  | 15–13  | 15–9   | 15–7   |        | 55–44 | Fukuoka, Fukui    |         |
| 08/11/95 | China          | 3–0    | Canadá         | 15–4   | 15–9   | 15–3   |        |        | 45–16 | Fukuoka, Fukui    |         |
| 08/11/95 | Países Baixos  | 3–0    | Peru           | 15–9   | 15–3   | 15–8   |        |        | 45–20 | Fukuoka, Fukui    |         |
| 08/11/95 | Japão          | 3–0    | Egito          | 15–1   | 15–0   | 15–1   |        |        | 45–2  | Fukuoka, Fukui    |         |
| 08/11/95 | Estados Unidos | 3–0    | Quênia         | 15–2   | 15–2   | 15–8   |        |        | 45–12 | Fukuoka, Fukui    |         |
| 08/11/95 | Brasil         | 3–1    | Coreia do Sul  | 15–12  | 15–12  | 14–16  | 15–9   |        | 59–49 | Fukuoka, Fukui    |         |
| 08/11/95 | Cuba           | 3–2    | Croácia        | 11–15  | 16–14  | 10–15  | 15–9   | 15–7   | 67–60 | Fukuoka, Fukui    |         |
| 11/11/95 | Coreia do Sul  | 3–0    | Peru           | 15–0   | 15–3   | 15–1   |        |        | 45–4  | Nagoia, Okazaki   |         |
| 11/11/95 | Cuba           | 3–0    | Egito          | 15–2   | 15–5   | 15–9   |        |        | 45–16 | Nagoia, Okazaki   |         |
| 11/11/95 | Japão          | 3–0    | Quênia         | 15–1   | 15–3   | 15–3   |        |        | 45–7  | Nagoia, Okazaki   |         |
| 11/11/95 | China          | 3–2    | Croácia        | 7–15   | 10–15  | 15–9   | 15–3   | 15–9   | 62–51 | Nagoia, Okazaki   |         |
| 11/11/95 | Estados Unidos | 3–0    | Países Baixos  | 16–14  | 15–7   | 15–6   |        |        | 46–27 | Nagoia, Okazaki   |         |
| 11/11/95 | Brasil         | 3–0    | Canadá         | 15–0   | 15–5   | 15–6   | 15–8   |        | 45–13 | Nagoia, Okazaki   |         |
| 12/11/95 | Estados Unidos | 3–0    | Egito          | 15–3   | 15–2   | 15–1   |        |        | 45–6  | Nagoia, Okazaki   |         |
| 12/11/95 | Cuba           | 3–0    | Canadá         | 15–6   | 15–4   | 15–10  |        |        | 45–20 | Nagoia, Okazaki   |         |
| 12/11/95 | Croácia        | 3–2    | Japão          | 9–15   | 15–5   | 15–8   | 5–15   | 15–12  | 59–55 | Nagoia, Okazaki   |         |
| 12/11/95 | China          | 3–1    | Coreia do Sul  | 15–9   | 15–3   | 10–15  | 15–6   |        | 55–33 | Nagoia, Okazaki   |         |
| 12/11/95 | Brasil         | 3–0    | Países Baixos  | 15–6   | 15–7   | 15–8   |        |        | 45–21 | Nagoia, Okazaki   |         |
| 12/11/95 | Peru           | 3–0    | Quênia         | 15–10  | 15–4   | 15–7   |        |        | 45–21 | Nagoia, Okazaki   |         |
| 13/11/95 | Brasil         | 3–0    | Egito          | 15–3   | 15–2   | 15–1   |        |        | 45–6  | Nagoia, Okazaki   |         |
| 13/11/95 | Cuba           | 3–0    | Países Baixos  | 15–7   | 15–7   | 15–9   |        |        | 45–21 | Nagoia, Okazaki   |         |
| 13/11/95 | Coreia do Sul  | 3–0    | Japão          | 15–2   | 15–8   | 15–6   |        |        | 45–16 | Nagoia, Okazaki   |         |
| 13/11/95 | Estados Unidos | 3–2    | Canadá         | 5–15   | 15–4   | 13–15  | 11–15  | 17–15  | 63–49 | Nagoia, Okazaki   |         |
| 13/11/95 | China          | 3–0    | Quênia         | 15–2   | 15–0   | 15–3   |        |        | 45–5  | Nagoia, Okazaki   |         |
| 13/11/95 | Croácia        | 3–0    | Peru           | 15–3   | 15–4   | 15–1   |        |        | 45–8  | Nagoia, Okazaki   |         |
| 15/11/95 | Croácia        | 3–0    | Canadá         | 15–8   | 15–5   | 15–6   |        |        | 45–19 | Osaka, Kobe       |         |
| 15/11/95 | Coreia do Sul  | 3–0    | Egito          | 15–4   | 15–5   | 15–5   |        |        | 45–14 | Osaka, Kobe       |         |
| 15/11/95 | Japão          | 3–0    | Estados Unidos | 15–11  | 15–8   | 15–6   | 15–8   |        | 45–27 | Osaka, Kobe       |         |
| 15/11/95 | Cuba           | 3–0    | Peru           | 15–0   | 15–7   | 15–6   | 15–2   |        | 45–9  | Osaka, Kobe       |         |
| 15/11/95 | Brasil         | 3–0    | China          | 15–6   | 17–16  | 15–9   |        |        | 47–31 | Osaka, Kobe       |         |
| 15/11/95 | Países Baixos  | 3–0    | Quênia         | 15–1   | 15–7   | 15–6   | 15–0   |        | 45–8  | Osaka, Kobe       |         |
| 16/11/95 | Cuba           | 3–0    | China          | 15–11  | 15–11  | 15–5   |        |        | 45–27 | Osaka, Kobe       |         |
| 16/11/95 | Quênia         | 3–0    | Egito          | 15–5   | 15–4   | 15–5   |        |        | 45–14 | Osaka, Kobe       |         |
| 16/11/95 | Brasil         | 3–0    | Japão          | 15–7   | 15–12  | 15–5   |        |        | 45–24 | Osaka, Kobe       |         |
| 16/11/95 | Coreia do Sul  | 3–0    | Canadá         | 15–4   | 15–5   | 15–6   |        |        | 45–15 | Osaka, Kobe       |         |
| 16/11/95 | Países Baixos  | 3–2    | Croácia        | 15–4   | 11–15  | 15–9   | 13–15  | 15–12  | 69–55 | Osaka, Kobe       |         |
| 16/11/95 | Estados Unidos | 3–1    | Peru           | 15–5   | 14–16  | 15–10  | 15–7   |        | 59–38 | Osaka, Kobe       |         |
| 17/11/95 | Países Baixos  | 3–2    | Coreia do Sul  | 6–15   | 15–8   | 15–11  | 6–15   | 15–9   | 57–58 | Osaka, Kobe       |         |
| 17/11/95 | Brasil         | 3–0    | Peru           | 15–5   | 15–2   | 15–0   |        |        | 45–7  | Osaka, Kobe       |         |
| 17/11/95 | Cuba           | 3–0    | Japão          | 15–11  | 15–8   | 15–12  |        |        | 45–31 | Osaka, Kobe       |         |
| 17/11/95 | Croácia        | 3–0    | Egito          | 15–3   | 15–1   | 15–1   |        |        | 45–5  | Osaka, Kobe       |         |
| 17/11/95 | Estados Unidos | 3–0    | China          | 15–9   | 15–12  | 15–6   | 15–11  |        | 45–32 | Osaka, Kobe       |         |
| 17/11/95 | Canadá         | 3–0    | Quênia         | 15–6   | 15–1   | 15–6   | 15–4   | 17–15  | 45–11 | Osaka, Kobe       |         |

## Classificação geral
| Pos. | Equipe         | Pontos | Vencidos | Perdidos | SV | SP | Ratio  | PV | PP | Ratio |
| ---- | -------------- | ------ | -------- | -------- | -- | -- | ------ | -- | -- | ----- |
| 1    | Cuba           | 22     | 11       | 0        | 33 | 3  | 11.000 |    |    | 1.805 |
| 2    | Brasil         | 21     | 10       | 1        | 30 | 4  | 7.500  |    |    | 2.000 |
| 3    | China          | 19     | 8        | 3        | 24 | 14 | 1.710  |    |    | 1.419 |
| 4    | Croácia        | 18     | 7        | 4        | 27 | 15 | 1.800  |    |    | 1.234 |
| 5    | Coreia do Sul  | 17     | 6        | 5        | 24 | 16 | 1.600  |    |    | 1.304 |
| 6    | Japão          | 17     | 6        | 5        | 22 | 16 | 1.376  |    |    | 1.217 |
| 7    | Estados Unidos | 17     | 6        | 5        | 19 | 18 | 1.055  |    |    | 1.112 |
| 8    | Países Baixos  | 17     | 6        | 5        | 19 | 19 | 1.000  |    |    | 1.103 |
| 9    | Canadá         | 14     | 3        | 8        | 11 | 24 | 0.458  |    |    | 0.740 |
| 10   | Peru           | 13     | 2        | 9        | 7  | 27 | 0.259  |    |    | 0.514 |
| 11   | Quênia         | 12     | 1        | 10       | 3  | 30 | 0.100  |    |    | 0.323 |
| 12   | Egito          | 11     | 0        | 11       | 0  | 33 | 0.000  |    |    | 0.259 |

## Classificação final
| Colocação      | Equipe         |
| -------------- | -------------- |
| Campeão        | Cuba           |
| Vice-campeão   | Brasil         |
| Terceiro lugar | China          |
| 4.             | Croácia        |
| 5.             | Coreia do Sul  |
| 6.             | Japão          |
| 7.             | Estados Unidos |
| 8.             | Países Baixos  |
| 9.             | Canadá         |
| 10.            | Peru           |
| 11.            | Quênia         |
| 12.            | Egito          |

|  | Classificado para os Jogos Olímpicos de Verão de 1996 |

| Copa do Mundo de 1995    |
| ------------------------ |
| Cuba Campeã (3.º título) |

## Premiações individuais
- Most Valuable Player:  Mireya Luis
- Melhor atacante:  Mireya Luis
- Maior pontuadora:  Barbara Jelić
- Melhor sacadora:  Elles Leferink
- Melhor bloqueadora:  Magalys Carvajal
- Melhor recepção: Desconhecido
- Melhor defensora: Desconhecido
- Melhor levantadora: Desconhecido